# 马孔日
马孔日（法語：Maconge，法語發音：[makɔ̃ʒ]）是法国科多尔省的一个市镇，属于博讷区。

## 地理
马孔日（47°13'14"N, 4°34'39"E）面积6.27 平方千米，位于法国勃艮第-弗朗什-孔泰大區科多尔省，该省份为法国中东部省份，北起奥布省，西接涅夫勒省和约讷省，南至索恩-卢瓦尔省，东南接汝拉省，东临上索恩省，东北部与上马恩省接壤。
与马孔日接壤的市镇（或旧市镇、城区）包括：克雷昂塞、鲁夫尔苏梅伊、欧苏瓦地区旺德内斯、梅伊叙鲁夫尔。

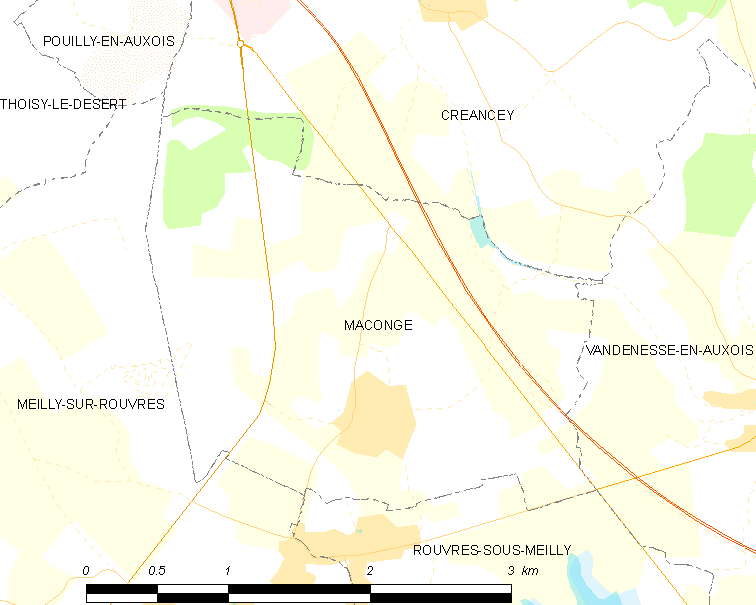
马孔日的OSM定位图

马孔日的时区为UTC+01:00、UTC+02:00（夏令时）。

## 行政
马孔日的邮政编码为21320，INSEE市镇编码为21362。

## 政治
马孔日所属的省级选区为阿尔奈勒迪克县。

## 人口

1962-2008年间马孔日人口变化图示

马孔日于2022年1月1日时的人口数量为134人。